# Bürgerschaftswahl in Hamburg 1982 (Juni)
- SPD: 55
- GAL: 9
- CDU: 56

Am 6. Juni 1982 fand die Wahl zur 10. Wahlperiode der Bürgerschaft der Freien und Hansestadt Hamburg statt. Es waren 120 Mandate zu vergeben.

## Ausgangslage
Hamburg wurde seit der Bürgerschaftswahl 1978 von einem SPD-Senat regiert, zuerst unter Bürgermeister Hans-Ulrich Klose und seit dem 24. Juni 1981 unter Bürgermeister Klaus von Dohnanyi. Die oppositionelle CDU trat erstmals mit Walther Leisler Kiep als Spitzenkandidat an. Auch die Grün-Alternative Liste trat zum ersten Mal als gemeinsame Liste des Hamburger Landesverbands der Grünen und der Bunte-Liste-Nachfolgeorganisation Alternative Liste an.

## Spitzenkandidaten
- SPD: Klaus von Dohnanyi
- CDU: Walther Leisler Kiep
- FDP: Klaus Brunnstein
- GAL: Thea Bock und Thomas Ebermann

## Ergebnis Juni 1982
Wahlbeteiligung: 76,6 % (−3,8 %)
| Partei                   | Stimmen | In %    | Mandate |
| ------------------------ | ------- | ------- | ------- |
| CDU                      | 413.361 | 43,2 %  | 56      |
| SPD                      | 408.261 | 42,7 %  | 55      |
| GAL                      | 73.404  | 7,7 %   | 9       |
| FDP                      | 46.364  | 4,9 %   | –       |
| HLA                      | 6.221   | 0,7 %   | –       |
| DKP                      | 5.588   | 0,6 %   | –       |
| ÖDP                      | 1.666   | 0,2 %   | –       |
| KPD/ML                   | 716     | 0,1 %   | –       |
| EFP                      | 146     | <0,1 %  | –       |
| Bürgerpartei/Umweltunion | 138     | <0,1 %  | –       |
| Gesamt                   | 955.867 | 100,0 % | 120     |

Die CDU wurde mit 56 Sitzen stärkste Partei. Die SPD erhielt 55 Sitze und die GAL 9. Die FDP scheiterte mit 4,9 % knapp an der Fünf-Prozent-Hürde. Erstmals traten bei einer deutschen Landtagswahl die dann sogenannten „Hamburger Verhältnisse“ auf: Das heißt, dass die stärkste Partei (hier die CDU) weder eine eigene ausreichende Mehrheit zum Regieren hat noch einen (natürlichen) Koalitionspartner und mögliche rechnerische Mehrheiten (hier eine Große Koalition oder Rot-Grün) am Verhandlungswillen der Partner scheitern. Die SPD verhandelte in diesem Fall mit der GAL über eine mögliche Tolerierung. Nachdem diese Gespräche gescheitert waren, kam es im Dezember 1982 zu Neuwahlen.

### Vergleich Juni 1982/1978
| Partei                             | Stimmen | +/-     | In %   | +/-    | Mandate | +/- |
| ---------------------------------- | ------- | ------- | ------ | ------ | ------- | --- |
| CDU                                | 413.361 | +52.952 | 43,2 % | +5,6 % | 56      | +5  |
| SPD                                | 408.261 | −85.079 | 42,7 % | −8,8 % | 55      | −14 |
| GAL (Vergleich mit BL und GLU '78) | 73.404  | +30.064 | 7,7 %  | +3,2 % | 9       | +9  |
| FDP                                | 46.364  | +461    | 4,9 %  | +0,1 % | 0       | 0   |
| andere                             | 14.475  | −930    | 1,6 %  | 0 %    | 0       | 0   |
| Gesamt                             | 955.867 | –2.532  | –      | –      | –       | –   |